# Hemileuca sororius
Hemileuca sororius is een vlinder uit de familie van de nachtpauwogen (Saturniidae). De wetenschappelijke naam van de soort is voor het eerst geldig gepubliceerd in 1881 door H.Edwards..